# 샘 리차드슨

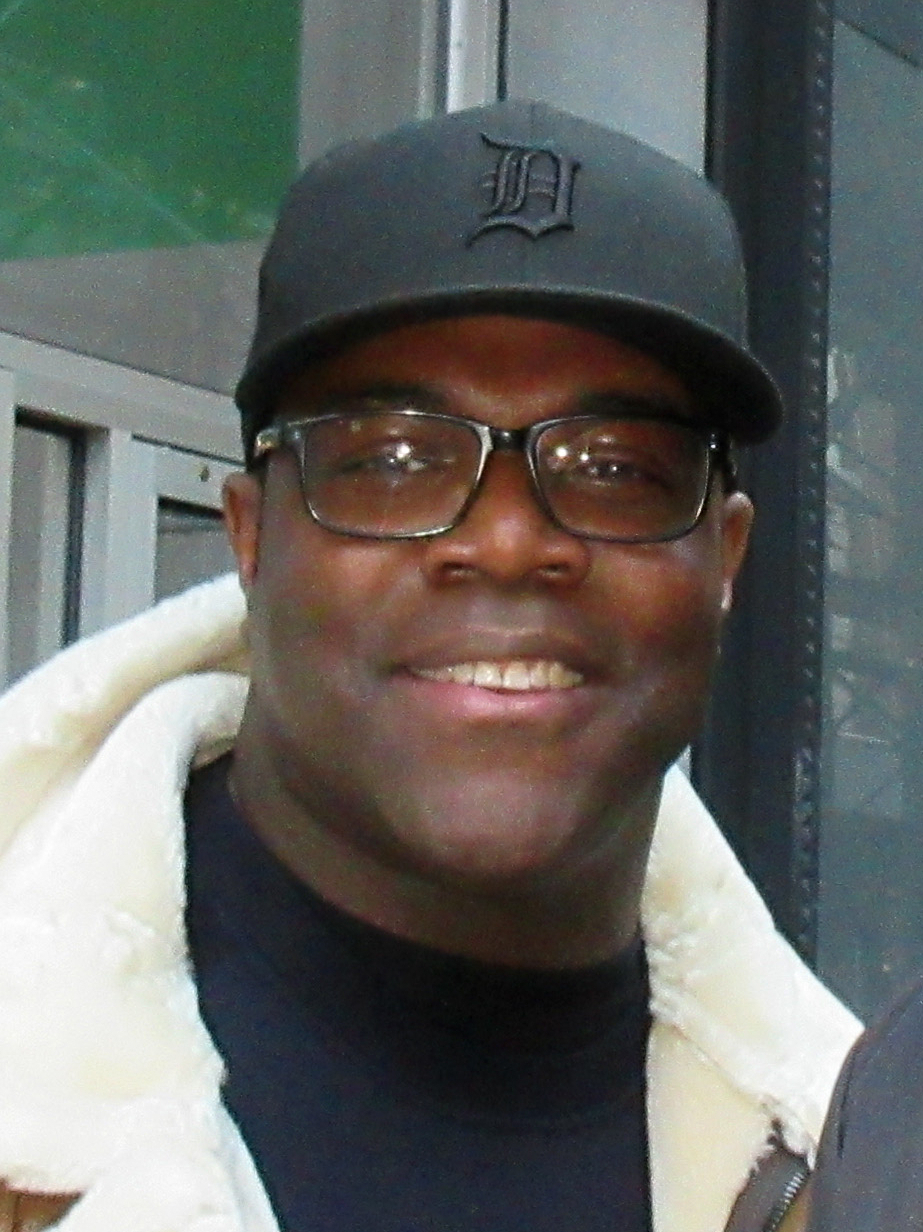

샘 리처드슨(Sam Richardson, 1984년 1월 12일 ~ )은 미국의 배우, 작가, 각본가이다.
디트로이트에서 태어났다.

## 출연 작품

### 영화
- Crash Site (2013) - 벤 역
- 위 아 더 밀러스 (2013)
- All Stars (2014)
- 스트레스를 부르는 그 이름 직장상사 2 (2014년) - 프로듀서 역
- 엘에이 문라이트 (2015, The Night Is Young)
- 스파이 (2015) - 존 역
- 오피스 크리스마스 파티 (2016) - 조엘 역
- 나쁜 이웃들 2 (2016)
- 마이크와 데이브는 데이트 상대가 필요해 (2016)
- 프라미싱 영 우먼 (2020) - 폴 역
- 놈이 우리 안에 있다 (2021) - 핀 역
- 시니어 이어 (2022) - 세스 역
- 틴에이지 크라켄 루비 (2023) - 목소리

### 텔레비전
- 오피스 (2012-13)
- 못말리는 패밀리 (2013)
- 부통령이 필요해 (2014-19)
- Detroiters (2017-18)
- Room 104 (2019)
- Bootstrapped (2019-현재)
- 커브 유어 엔수지애즘 (2020)
- 테드 래소 (2021-23)